# 피에트로 마스카니
피에트로 마스카니 (Pietro Mascagni, 1863년 12월 7일 ~ 1945년 8월 2일)는 이탈리아의 오페라 작곡가이다. 레온카발로와 함께 베리즈모 오페라(verismo)의 대표적 작가이다.
빵집 아들로 태어나, 법률계로 진출시키려던 아버지의 의사에 반하여 음악에 발을 들였다. 밀라노 음악원에서는 폰키엘리에게 사사하여 푸치니와 동문이 되었고 고학생으로 함께 지낸 적도 있었다. 이후 마스카니는 지방순회 오페라단의 지휘자로 있으면서 오페라와 친해졌다. 1889년 로마의 음악출판사 손초뇨(Edoardo Sonzogno)가 공모한 1막짜리 오페라 공모전에 이러한 경험을 살려 작곡한 《카발레리아 루스티카나》를 출품하여 1등상을 획득했다. 이 오페라는 다음해인 1890년에 로마에서 초연되어 기록적인 대성공을 하여 당시 26세의 청년음악가 마스카니는 일약 이탈리아 오페라계의 스타 자리에 올랐다. 이탈리아 이외의 각국에서도 이 작품은 성공을 거두어 곧 마스카니의 명성은 세계적인 것으로 되었다. 그러나 이후 작곡된 오페라는 어느 것도 큰 성공을 못 하였고, 겨우 《친구 프리츠(L'amico Fritz)》가 알려진 데 불과하다. 만년은 불우하여 무솔리니에게 협력했다는 이유로 전 재산이 몰수되었고, 1945년 8월 2일 제2차 세계 대전 종전을 앞두고 로마에서 81세의 생을 마쳤다.

## 주요 작품

### 오페라
- 카발레리아 루스티카나
- 친구 프리츠 (it)
- 이사보 (Isabeau)
- 이리스 (Iris)
- 굴리엘모 라트클리프 (Guglielmo Ratcliff)